# Evelina Anosjkina
Evelina Anosjkina (født. den 20. juni 1997 i Samara, Rusland) er en kvindelig russisk håndboldspiller som spiller for russiske HK Astrakhanotjka i den Russiske Superliga og Ruslands kvindehåndboldlandshold.
Hun blev udtaget til landstræner Ljudmila Bodnievas bruttotrup ved VM i kvindehåndbold 2021 i Spanien, og var derfor ikke en del af den endelige trup.

## Meritter
- Russisk Superliga
  - Vinder: 2016
- Russiske pokalturnering
  - Bronze: 2019, 2021